# Tiberius Iunius Iulianus
Tiberius Iunius Iulianus war ein im 2. Jahrhundert n. Chr. lebender römischer Politiker.
Durch ein Militärdiplom, das auf den 25. April 142 datiert ist, ist belegt, dass Iulianus 142 zusammen mit Lucius Granius Castus Suffektkonsul war.